# بخش کمپر
بخش کمپر (به فرانسوی: Arrondissement de Quimper) یک بخش در فرانسه است که در فینیستر واقع شده‌است.